# Henry IV của Anh
Henry IV của Anh (3 tháng 4 năm 1367 - 20 tháng 5 năm 1413) là vua Anh và Pháp (tranh cãi khi ông là vua Pháp), lãnh chúa của Ireland từ năm 1399 đến năm 1413. Henry IV còn có tên là Henry Bolingbroke.
Henry sinh ra tại Lâu đài Bolingbroke ở Lincolnshire. Là con của John của Gaunt, con trai thứ ba của vua Edward III. Ngày 30 tháng 11 năm 1399, sau cuộc âm mưu soán ngôi người anh họ là vua Richard II, Henry trở thành vua nước Anh. Triều đại Henry IV nổi bật với cuộc nổi dậy của nhà Percy năm 1408.

## Anh chị em
Các chị gái của Henry là Philippa, Nữ hoàng Bồ Đào Nha , và Elizabeth xứ Lancaster, Nữ công tước xứ Exeter . Em gái cùng cha khác mẹ của ông, con gái của người vợ thứ hai của cha ông, Constance of Castile , là Katherine, Nữ hoàng của Castile . Anh ta cũng có bốn anh chị em cùng cha khác mẹ với Katherine Swynford , ban đầu là quản lý của chị gái anh ta, sau đó là tình nhân lâu đời của cha anh ta và sau này là người vợ thứ ba. Những đứa con ngoài giá thú này được mang họ Beaufort từ nơi sinh của chúng tại Château de Beaufort ở Champagne, Pháp .
Mối quan hệ của Henry với mẹ kế của mình, Katherine Swynford, là một mối quan hệ tích cực, nhưng mối quan hệ của anh với Beauforts lại khác nhau. Khi còn trẻ, ông dường như đã thân thiết với tất cả họ, nhưng sự cạnh tranh với Henry và Thomas Beaufort đã trở nên khó khăn sau năm 1406. Ralph Neville, Nam tước Neville thứ 4 , kết hôn với người chị cùng cha khác mẹ của Henry là Joan Beaufort . Neville vẫn là một trong những người ủng hộ mạnh mẽ nhất của ông, và người anh cùng cha khác mẹ của ông là John Beaufort cũng vậy, mặc dù Henry đã thu hồi tài trợ của Richard II cho John làm hôn nhân . Thomas Swynford, một người con trai từ cuộc hôn nhân đầu tiên của Katherine, là một người bạn đồng hành trung thành khác. Thomas là Constable của lâu đài Pontefract, nơi Richard II được cho là đã chết.
Joan, chị gái cùng cha khác mẹ của Henry là mẹ của Cecily Neville . Cecily kết hôn với Richard, Công tước thứ 3 của York , và có một số con đẻ, bao gồm cả Edward IV và Richard III , khiến Joan trở thành bà ngoại của hai vị vua theo chủ nghĩa York của Anh.

## Mối quan hệ với Richard II
Henry trải qua một mối quan hệ mâu thuẫn với Vua Richard II hơn cha mình. Anh em họ đầu tiên và bạn cùng chơi thời thơ ấu, họ cùng nhau gia nhập Order of the Garter vào năm 1377, nhưng Henry đã tham gia vào cuộc nổi dậy của Lords Appellants chống lại nhà vua vào năm 1387.  Sau khi giành lại quyền lực, Richard đã không trừng phạt Henry, mặc dù anh ta đã hành quyết hoặc đày ải nhiều nam tước nổi loạn khác. Trên thực tế, Richard đã nâng Henry từ Bá tước Derby lên Công tước Hereford .
Henry đã dành trọn năm 1390 để hỗ trợ cuộc vây hãm bất thành Vilnius (thủ đô của Đại công quốc Lithuania ) bởi các Hiệp sĩ Teutonic với 70 đến 80 hiệp sĩ hộ gia đình.  Trong chiến dịch này, anh ta mua phụ nữ và trẻ em Litva bị bắt và đưa họ trở lại Königsberg để cải đạo, mặc dù người Litva đã được rửa tội bởi các linh mục Ba Lan trong một thập kỷ vào thời điểm này.  Chuyến thám hiểm thứ hai của Henry tới Lithuania vào năm 1392 minh họa lợi ích tài chính cho Dòng của những người lính thập tự chinh khách này. Đội quân nhỏ của ông ta bao gồm hơn 100 người, bao gồm cả longbowcung thủ và sáu chú ngựa nhỏ, với tổng chi phí vào ví Lancastrian là 4.360 bảng Anh. Bất chấp những nỗ lực của Henry và quân viễn chinh Anh của ông, hai năm các cuộc tấn công vào Vilnius đã không có kết quả. Năm 1392–93 Henry thực hiện một cuộc hành hương đến Jerusalem , nơi ông đã dâng lễ tại Mộ Thánh và tại Núi Ôliu .  Sau đó, ông thề sẽ dẫn đầu một cuộc thập tự chinh để 'giải phóng Jerusalem khỏi những kẻ vô đạo', nhưng ông đã chết trước khi điều này có thể hoàn thành.
Mối quan hệ giữa Henry và nhà vua gặp khủng hoảng lần thứ hai. Năm 1398, một nhận xét của Thomas de Mowbray, Công tước thứ nhất của Norfolk , về sự cai trị của Richard II đã được Henry giải thích là phản quốc và Henry đã báo cáo điều đó với nhà vua.  Hai công tước đồng ý trải qua một trận đấu trong danh dự (được gọi bởi Richard II) tại Gosford Green gần Lâu đài Caludon , nhà của Mowbray ở Coventry . Tuy nhiên, trước khi cuộc đấu có thể diễn ra, Richard đã quyết định trục xuất Henry khỏi vương quốc (với sự chấp thuận của cha của Henry, John of Gaunt) để tránh đổ máu thêm. Bản thân Mowbray đã bị đày ải suốt đời.
John of Gaunt qua đời vào tháng 2 năm 1399.  Không có lời giải thích, Richard hủy bỏ các văn bản pháp lý cho phép Henry tự động thừa kế đất của Gaunt. Thay vào đó, Henry sẽ được yêu cầu lấy các vùng đất từ Richard.  Sau một lúc do dự, Henry gặp Thomas Arundel , cựu tổng giám mục của Canterbury , người đã bị mất chức vì dính líu đến Lãnh chúa.  Henry và Arundel trở về Anh trong khi Richard đang thực hiện một chiến dịch quân sự ở Ireland . Với Arundel là cố vấn của mình, Henry bắt đầu một chiến dịch quân sự, tịch thu đất đai từ những người chống lại ông và ra lệnh cho binh lính của mình phá hủy phần lớn Cheshire. Henry ban đầu tuyên bố rằng ý định của anh ta là đòi lại quyền của mình với tư cách là Công tước Lancaster , mặc dù anh ta nhanh chóng có đủ quyền lực và sự ủng hộ để tự mình tuyên bố là Vua Henry IV, bỏ tù Vua Richard (người đã chết trong tù trong một hoàn cảnh bí ẩn) và bỏ qua 7 năm của Richard. -người thừa kế giả định , Edmund de Mortimer, Bá tước thứ 5 của tháng Ba .  Lễ đăng quang của Henry, vào ngày 13 tháng 10 năm 1399 tại Tu viện Westminster,  có thể đánh dấu lần đầu tiên kể từ Cuộc chinh phạt Norman khi nhà vua đọc diễn văn bằng tiếng Anh.
Henry đã mua một Đạo luật của Quốc hội để quy định rằng Công quốc Lancaster sẽ vẫn thuộc quyền sở hữu cá nhân của nhà vua trị vì. Nam tước Halton đã được trao cho công tước đó.
Henry thường xuyên tham khảo ý kiến của Nghị viện, nhưng đôi khi mâu thuẫn với các thành viên, đặc biệt là về các vấn đề giáo hội. Theo lời khuyên của Arundel, Henry đã xin được từ Nghị viện ban hành cuộc chiến tranh De heretico vào năm 1401, quy định việc thiêu hủy những kẻ dị giáo , một hành động được thực hiện chủ yếu để đàn áp phong trào Lollard .  Năm 1410, Nghị viện đề nghị tịch thu đất của nhà thờ. Henry từ chối tấn công Nhà thờ đã giúp anh ta nắm quyền, và Hạ viện đã phải cầu xin để dự luật được xóa khỏi hồ sơ.

## Vua Anh

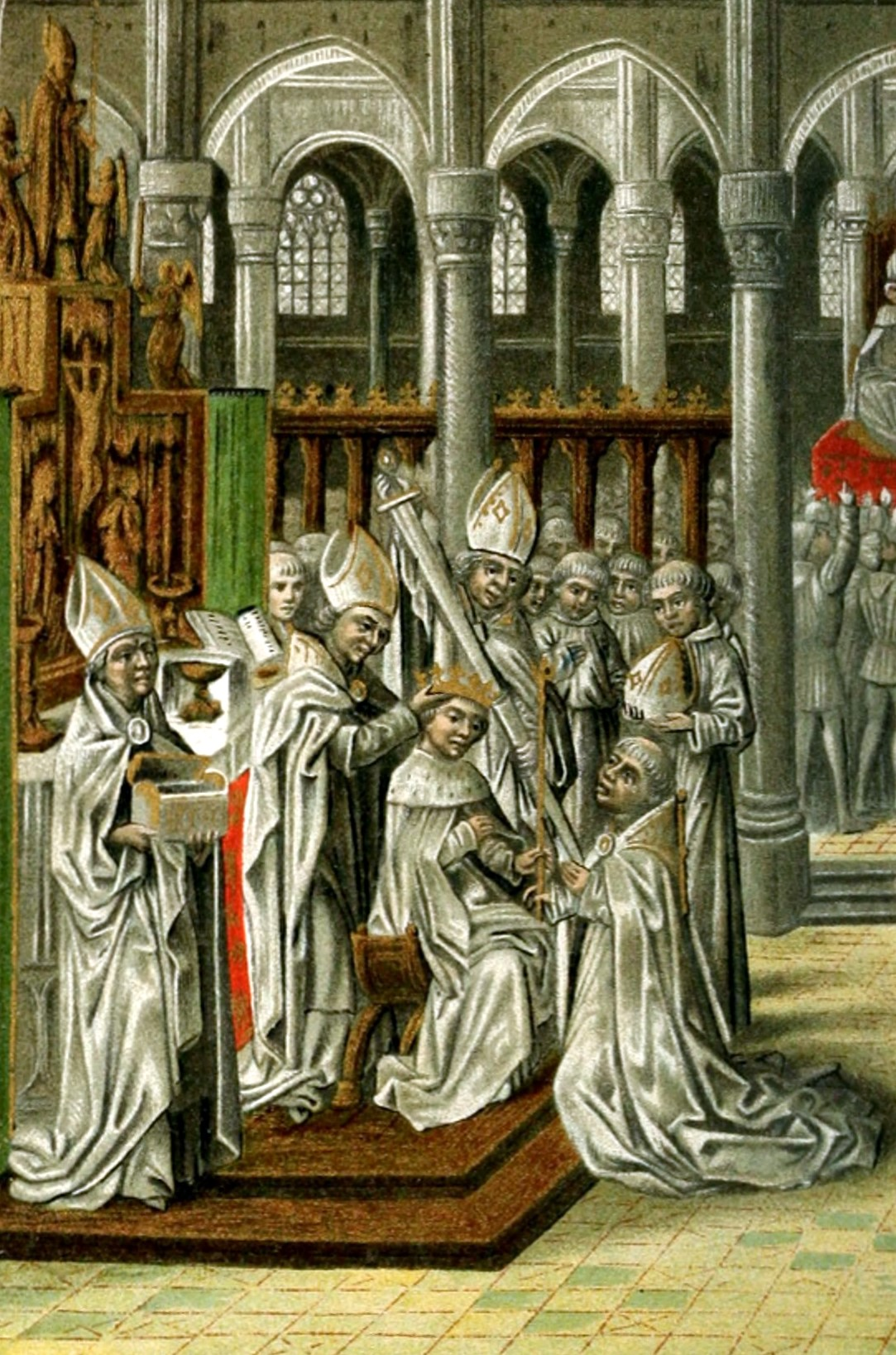
Henry IV Coronation

Vấn đề lớn đầu tiên của Henry với tư cách là quốc vương là phải làm gì với Richard bị phế truất. Sau khi âm mưu ám sát sớm bị lật tẩy vào tháng 1 năm 1400, Richard chết trong tù ở tuổi 33, có lẽ vì đói. Mặc dù Henry thường bị nghi ngờ là người đã sát hại người tiền nhiệm của mình, nhưng không có bằng chứng đáng kể nào chứng minh điều đó. Một số nhà biên niên sử cho rằng Richard chán nản đã bỏ đói chính mình, điều này sẽ không lạc lõng với những gì được biết đến về tính cách của Richard. Mặc dù hồ sơ của hội đồng chỉ ra rằng các quy định đã được đưa ra cho việc vận chuyển thi hài của nhà vua bị phế truất sớm nhất là vào ngày 17 tháng 2, nhưng không có lý do gì để tin rằng ông không qua đời vào ngày 14 tháng 2, như một số biên niên sử đã nêu. Có thể nói một cách tích cực rằng anh ta không phải chịu một cái chết dữ dội, vì bộ xương của anh ta, khi khám nghiệm, không có dấu hiệu của bạo lực; liệu anh ta có thực sự chết đói chính mình hay không hay liệu sự chết đói đó có bị ép buộc đối với anh ta hay không là những vấn đề cần được suy đoán lịch sử sống động.
Sau khi chết, thi thể của Richard được trưng bày trước công chúng trong Nhà thờ St Paul cũ , vừa để chứng minh cho những người ủng hộ rằng ông đã thực sự chết và cũng để chứng minh rằng ông không phải chịu một cái chết dữ dội. Điều này không ngăn được tin đồn lan truyền trong nhiều năm sau đó rằng ông vẫn còn sống và chờ lấy lại ngai vàng của mình. Henry đã chôn cất Richard một cách kín đáo trong Tu viện Dominica tại Kings Langley , Hertfordshire , nơi ông ở lại cho đến khi Vua Henry V đưa thi thể của ông trở lại London và chôn cất ông trong lăng mộ mà Richard đã đặt cho mình ở Tu viện Westminster .